# Charles (futebolista)
Charles Fernando Basílio da Silva, mais conhecido simplesmente como Charles (Rio de Janeiro, 14 de fevereiro de 1985) é um ex-futebolista brasileiro, que atuava como volante.

## Carreira
Charles chegou ao Cruzeiro em outubro de 2003, aos 18 anos. Subiu para o time profissional em 2005 e foi emprestado ao Ipatinga, onde conquistou o Campeonato Mineiro daquele ano. 
No início de 2006, defendeu a Cabofriense e no mesmo ano voltou a defender o Ipatinga, onde ficou até maio de 2007, quando retornou ao Cruzeiro e permaneceu até o final de agosto de 2008, quando teve 75% dos direitos negociados junto ao Lokomotiv Moscou da Rússia. Charles disputou 67 jogos com a camisa celeste e marcou 7 gols. 
No dia 27 de dezembro de 2010, o Santos FC contratou o volante Charles por empréstimo de um ano, porém após a venda do volante Henrique para o Santos, Charles foi repassado por empréstimo ao Cruzeiro até dezembro de 2011. Fez apenas 5 jogos pelo clube santista.
Em 2012, o jogador voltou ao Lokomotiv Moscou mas depois de uma rápida negociação o jogador rescindiu seu contrato e ficou livre, então o jogador negociou também rapidamente com o Flamengo, mas de última hora o até então técnico do clube Joel Santana vetou o jogador afirmando que iria dar chance para os jogadores que já estavam no clube.
Em 17 de março de 2012, Charles acertou suas bases salariais com Cruzeiro, e firmou um acordo de 4 temporadas com o time que o revelou. Durante a regular temporada de 2012, foi bastante criticado pela maioria dos torcedores, fazendo com que no final do ano deixasse o clube mineiro.
No dia 3 de fevereiro de 2013, juntamente com o companheiro de equipe Marcelo Oliveira, o volante foi confirmado como novo jogador do Palmeiras, numa troca que envolveu o atacante Luan, que foi para o Cruzeiro.
No dia 2 de abril, fez seu primeiro gol com a camisa do Palmeiras na importante vitória por 2 a 0 contra a equipe do Tigre, da Argentina, no Estádio do Pacaembu, pela fase de grupos da Copa Libertadores da América de 2013. O gol foi importante para as pretensões da equipe alviverde na competição, já ela vinha de duas derrotas consecutivas e necessitava da vitória para continuar com chances de classificação para a fase seguinte. Na semana seguinte, no dia 11 de abril, marcou mais um gol decisivo, desta vez na vitória por 1 a 0 contra o Libertad, do Paraguai, novamente no Estádio do Pacaembu. O resultado classificou o Palmeiras para a fase eliminatória da mesma Libertadores e ratificou o período positivo da equipe, que levou 35 mil torcedores ao jogo. Apesar do interesse do time paulista na permanência do volante para a próxima temporada, as negociações não evoluíram e não houve renovação de contrato. 
No dia 17 de fevereiro de 2015, o volante foi reintegrado ao clube celeste. Apesar de propostas vindas de outros clubes nacionais, o atleta decidiu ficar e esperar a oportunidade de voltar ao gramados pela equipe que o revelou. Charles afirma que sabia que o ciclo dele no Cruzeiro não tinha acabado, e que irá agarrar a oportunidade "com unhas e dentes".
No dia 1º de dezembro de 2015, Charles não teve seu contrato renovado. Totalizou 141 jogos e 14 gols pelo clube, somando todas suas passagens.
Em fevereiro, Charles acertou com o Antalyaspor.
Retornou ao Ipatinga para a disputa do Campeonato Mineiro de 2023.

## Títulos
Ipatinga
- Campeonato Mineiro: 2005

Cruzeiro
- Campeonato Mineiro: 2008

Santos
- Campeonato Paulista: 2011
- Copa Libertadores da América: 2011[16]

Palmeiras
- Campeonato Brasileiro - Série B: 2013